# Лебедев, Александр Александрович (дипломат)
Алекса́ндр Алекса́ндрович Ле́бедев (3 июня 1938, Воронеж, РСФСР, СССР — 21 марта 2019) — советский, российский дипломат. Чрезвычайный и полномочный посол (1991).

## Биография
Окончил Московский государственный институт международных отношений (МГИМО) МИД СССР (1961) и аспирантуру МГИМО (1964). Кандидат исторических наук. Владел английским, французским, испанским и чешским языками. 
- В 1961—1962 годах — референт Комитета молодёжных организаций СССР.
- В 1964 году — заведующий сектором КМО СССР.
- В 1964—1969 годах — советский представитель при Международном союзе студентов в Праге (Чехословакия), вице-президент МСС.
- В 1969—1970 годах — первый заместитель председателя КМО СССР.
- В 1970—1971 годах — заведующий отделом ЦК ВЛКСМ.
- В 1971—1973 годах — референт ЦК КПСС.
- В 1973—1976 годах — член правления, начальник управления Всесоюзного агентства по авторским правам.
- В 1976—1979 годах — представитель СССР во Всемирном совете мира в Хельсинки (Финляндия).
- В 1979—1980 годах — заведующий отделом журнала «Мировая экономика и международные отношения».
- В 1980—1985 годах — заведующий отделом журнала «Международная жизнь».
- В 1985—1986 годах — заместитель главного редактора журнала «Мировая экономика и международные отношения».
- В 1986—1987 годах — заведующий отделом, член редколлегии журнала «Новое время».
- В 1987—1990 годах — консультант, заведующий сектором, заместитель заведующего отделом, заведующий подотделом ЦК КПСС.
- В 1990—1991 годах — советник-посланник Посольства СССР в Чехословакии.
- С 25 декабря 1991 по 4 ноября 1996 го]а — чрезвычайный и полномочный посол Российской Федерации в Чешской и Словацкой Федеративной Республике, затем (с 1993 года) в Чешской Республике[2][3].
- В 1998 году — посол по особым поручениям МИД России.
- С 30 июня 1998 по 27 февраля 2003 года — чрезвычайный и полномочный посол Российской Федерации в Турции[4][5].

Похоронен в Москве, на Троекуровском кладбище (участок 17).

## Дипломатический ранг
- Чрезвычайный и полномочный посол (14 сентября 1991)[6].

## Награды
- Орден «Знак Почёта».
- Медаль «В ознаменование 100-летия со дня рождения Владимира Ильича Ленина».
- Медаль «За трудовую доблесть».
- Почётная грамота Президиума Верховного Совета РСФСР.
- Благодарность президента Российской Федерации (2 декабря 2000) — за активное участие в проведении внешнеполитического курса Российской Федерации[7].

## Семья
Женат.